# Djanka, Kărdjali
Djanka (în bulgară Джанка) este un sat în comuna Krumovgrad, regiunea Kărdjali,  Bulgaria. 

## Demografie
Componența etnică a satului Djanka
     Turci (97,29%)
     Nicio identificare (2,7%)
     Altele (0%)
La recensământul din 2011, populația satului Djanka era de 111 locuitori. Din punct de vedere etnic, majoritatea locuitorilor (97,29%) erau turci. Pentru 2,7% din locuitori nu este cunoscută apartenența etnică.